# (8507) 1991 CB1
A (8507) 1991 CB1 egy földközeli kisbolygó. A Spacewatch program keretében fedezték fel 1991. február 15-én.